# Més enllà de l'honor
Més enllà de l'honor (títol original: Taps) és una pel·lícula estatunidenca de 1981. Compta amb un elenc d'actors  avui mundialment reconeguts, com Timothy Hutton, Sean Penn i Tom Cruise,  que realitza un dels seus primers papers al cinema. Ha estat doblada al català.

## Argument
En aquest film dramàtic, un comandant de cadets (Timothy Hutton) lidera una revolta armada amb la intenció d'impedir que les autoritats converteixin la seva acadèmia militar en un complex d'apartaments. El general Bache, director de l'acadèmia (George C. Scott), es compromet a lluitar contra la conversió. Però quan un accident inesperat provoca el tancament de l'acadèmia, la disciplina militar es desmanega, amb tràgiques conseqüències. Film que posa en dubte els valors morals de la societat actual, compta amb actors en aquells anys joves, però que avui dia són reconeguts intèrprets en la pantalla gran.

## Repartiment
| Actor              | Personatge                      |
| ------------------ | ------------------------------- |
| George C. Scott    | Brigadier General Harlan Bache  |
| Timothy Hutton     | Cadet Major Brian Moreland      |
| Ronny Cox          | Coronel Kerby                   |
| Sean Penn          | Cadet Capità Alex Dwyer         |
| Tom Cruise         | Cadet Capità David Shawn        |
| Brendan Ward       | Cadet Charlie Auden             |
| Evan Handler       | Cadet Primer Tinent Edward West |
| John P. Navin, Jr. | Cadet Derek Mellot              |
| Billy Van Zandt    | Cadet Bug                       |
| Giancarlo Esposito | Cadet Capità J.C Pierce         |
| Donald Kimmel      | Cadet Sergent Billy Harris      |
| Tim Wahrer         | Cadet Major John Cooper         |
| Tim Riley          | Hulk                            |
| Jeff Rochlin       | Shovel                          |
| Rusty Jacobs       | Rusty                           |
| Wayne Tippit       | Sergent Mestre Kevin Moreland   |
| Earl Hindman       | Tinent Hanson                   |
| Jess Osuna         | Degà Ferris                     |